# Paectes peculiaris
Paectes peculiaris är en fjärilsart som beskrevs av Butler 1878. Paectes peculiaris ingår i släktet Paectes och familjen nattflyn. Inga underarter finns listade i Catalogue of Life.